# Čelarevo
Čelarevo (en serbe cyrillique : Челарево ; en hongrois : Dunacséb) est une localité de Serbie située dans la province autonome de Voïvodine. Elle fait partie de la municipalité de Bačka Palanka dans le district de Bačka méridionale. Au recensement de 2011, elle comptait 4 831 habitants.
Čelarevo, officiellement classé parmi les villages de Serbie, portait autrefois le nom de Čeb (Чеб).

## Géographie

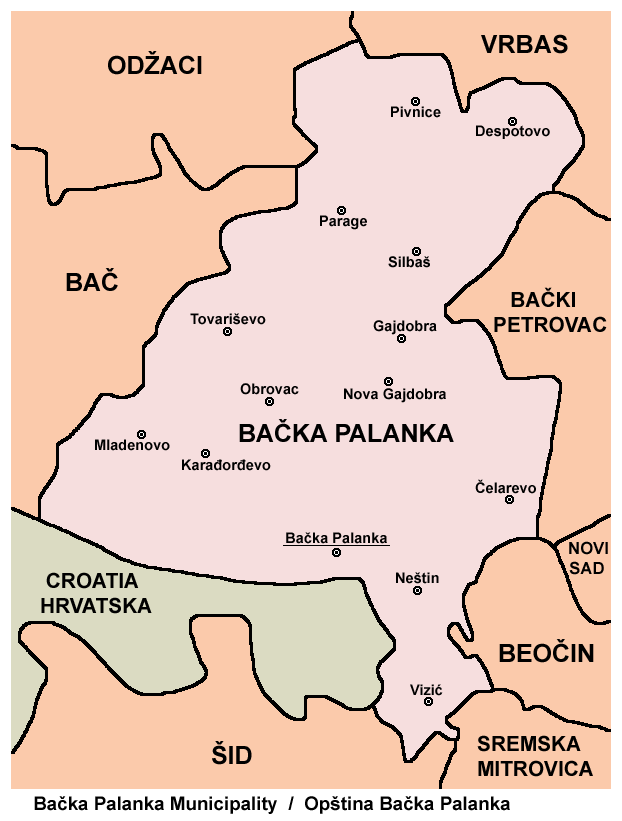
Localisation de Čelarevo dans la municipalité de Bačka Palanka

## Démographie

### Évolution historique de la population
| 1948  | 1953  | 1961  | 1971  | 1981  | 1991  | 2002  | 2011  |
| ----- | ----- | ----- | ----- | ----- | ----- | ----- | ----- |
| 3 454 | 3 483 | 3 717 | 4 073 | 4 817 | 5 011 | 5 423 | 4 831 |

|  |

### Données de 2002
Pyramide des âges (2002)
En 2002, l'âge moyen de la population était de 38,6 ans pour les hommes et de 41,1 ans pour les femmes.
Répartition de la population par nationalités (2002)
En 2002, les Serbes représentaient environ 81 % de la population ; le village possédait également des minorités slovaque (8,5 %) et hongroise (2,5 %).

### Données de 2011
En 2011, l'âge moyen de la population était de 43 ans, 41,2 ans pour les hommes et 44,7 ans pour les femmes.

## Sport
Čelarevo possède un club de football, le FK ČSK Pivara Čelarevo.

## Économie

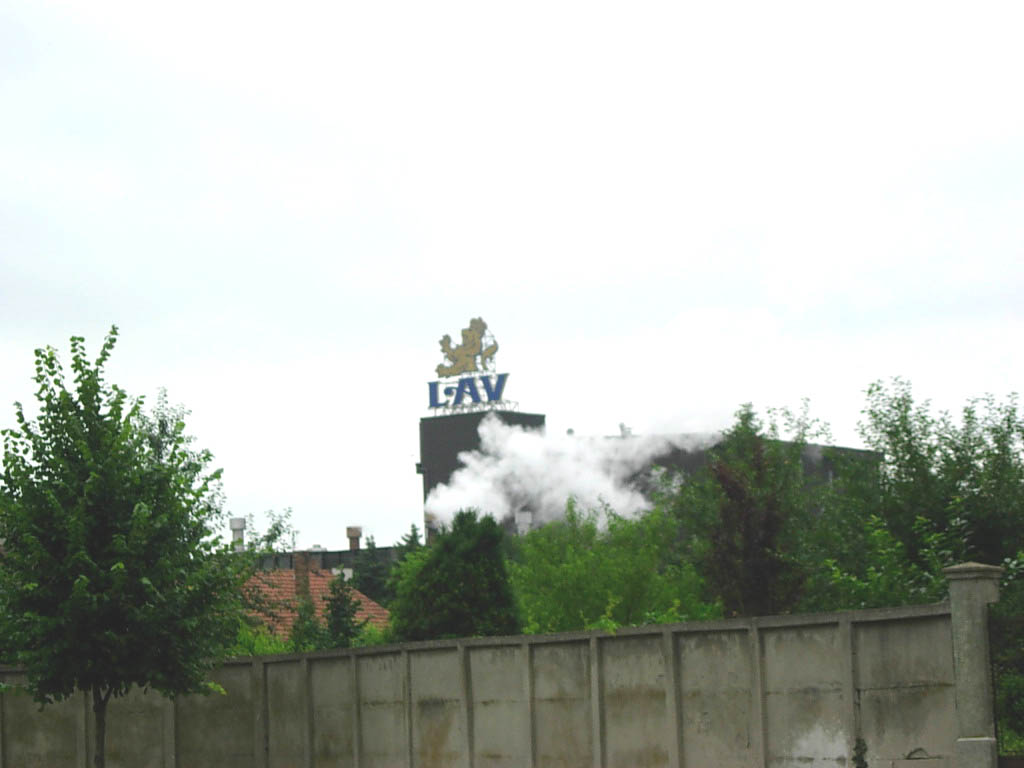
La brasserie Lav à Čelarevo

Čelarevo possède encore aujourd'hui l'une des plus importantes brasseries de Serbie, la brasserie Lav, qui après son rachat par le groupe Carlsberg, est devenue Carlsberg Srbija ; en 2010, la société figurait au 77e rang des 100 entreprises les plus rentables de Serbie. Čelarevo est également le siège de la société Podunavlje (code BELEX : PDCL), qui travaille dans le secteur de l'agriculture ; elle propose notamment du blé et des semences.

## Tourisme
Sur le territoire de Čelarevo se trouve un site archéologique où les archéologues ont mis au jour une nécropole datant de la fin du VIIIe siècle et de la première moitié du IXe siècle ; cette nécropole abrite des tombes avars, khazars et slaves ; en raison de son importance, le site figure sur la liste des sites archéologiques d'importance exceptionnelle de la république de Serbie.
Čelarevo possède un château construit entre 1834 et 1877 par l'architecte viennois Nikola Bezeredi ; il a été racheté en 1892 par Lazar Dunđerski, le fondateur de la brasserie Lav ; il est aujourd'hui inscrit sur la liste des monuments culturels de grande importance de la république de Serbie. Le parc du château, qui s'étend sur plus de 7 ha, mêle jardin à la française et jardin à l'anglaise ; il a été classé comme monument naturel botanique, notamment pour ses ormes et ses chênes,.